# У Хун
У Хун (Wu Hung; род. 1945, Сычуань, Китай) — американский искусствовед китайского происхождения, историк китайского искусства, основоположник современной его истории.
Доктор философии (1987), заслуженный сервис-профессор Чикагского университета, член Американского философского общества (2012) и Американской академии искусств и наук (2007). Отмечен Joseph Levenson Book Prize (1991).
Получил степень магистра в Центральной академии изящных искусств (CAFA) в Пекине.
Степень доктора философии по истории искусства и антропологии получил в 1987 году в Гарварде; удостоится оттуда также почетной степени.
Ныне именной (Harrie A. Vanderstappen Distinguished Service Professor) заслуженный сервис-профессор истории китайского искусства в Чикагском университете. Чтец 68-х ежегодных A. W. Mellon lectures (2019).
Отмечен Faculty Award for Excellence in Graduate Teaching Чикагского университета (2007) и Distinguished Teaching Award от College Art Association (2008), и от последней же Distinguished Scholar award в 2018.
Редактор Chinese Art at the Crossroads: Between Past and Future, Between East and West (2001) и Body and Face in Chinese Visual Culture (2005).

## Публикации
- The Wu Liang Shrine, 1989
- Monumentality in Early Chinese Art and Architecture, 1995
- The Double Screen: Medium and Representation in Chinese Painting, 1996
- 3000 Years of Chinese Painting, 1997
- Between Past and Future: New Photography and Video from China, 2004
- Remaking Beijing: Tiananmen Square and the Creation of a Political Space, 2005
- Art of the Yellow Spring: Rethinking Chinese Tombs, 2010
- A Story of Ruins: Presence and Absence in Chinese Art and Visual Culture (2012)
- Zooming In: Histories of Photography in China (2016)